# ДЮСШ «ЭХО»
ДЮСШ «ЭХО» — харьковская детско-юношеская спортивная школа, первая мини-футбольная школа на Украине.
В 1996 году главный тренер харьковской мини-футбольной команды «ЭХО» Юрий Кобзарь и начальник команды Василий Симонов принимают решение о необходимости создания школы подготовки юных мини-футболистов для своей команды. Заручившийсь поддержкой представителя областного совета Любови Задорожной (ФСО «Украина»), вопрос решается довольно быстро. 3 февраля 1997 года на базе команды, поддерживаемой харьковским заводом электроаппаратуры, известным производством электробритв «Харьков-ЭХО», открывается одноимённая ДЮСШ. Футзал становится единственным видом спорта в школе, а в число преподавателей входят девять тренеров. Директором школы становится Василий Симонов.
ДЮСШ «ЭХО» стала первой официально зарегистрированной специализированной футзальной школой на Украине и ближайшем зарубежье. Футбольная экипировка закупалась в Москве. В обувные мастерские сдавались производимые в Харькове застёжки-молнии, а на вырученные деньги покупались мячи и футзальная форма. На комбинате «Спорт» таким же образом доставали тогда ещё фехтовальную и гандбольную обувь «Adidas». Помимо этого, сотрудничали с мини-футбольным клубом «КСМ-24», который в том числе занимался изготовлением спортивных сумок и мини-футбольной формы, а также с днепропетровскими производителями дефицитной формы.
Первыми в школу были набраны юноши 1981 года рождения, в числе которых впоследствии ставшие известными украинские мини-футболисты Артем Ковалев и Александр Хурсов. За ним последовало ещё несколько наборов: 1982 г.р. (Евгений Юнаков и Сергей Шевелев), 1983 г.р. (Александр Кондратюк, Дмитрий Бондарь и Виталий Киселёв), 1984 г.р. (Денис Овсянников и Сергей Якунин). Большинство игроков приходили в футзал из большого футбола. Лишь трое профессиональных мини-футболистов прошли все ступени развития в ДЮСШ «Эхо»: Дмитрий Федорченко («Локомотив»), Дмитрий Долгов и Александр Педяш («Монолит»).
Руководители ДЮСШ «ЭХО» становятся инициаторами созданию украинской детско-юношеской футбольной лиги (УДЮФЛ), которая создаётся в Харькове в 2005 году делегатами ведущих украинских мини-футбольных школ.
За 13 лет существования ДЮСШ «ЭХО» становится одной из лучших футзальных школ на Украине. Её команды неоднократно становятся чемпионами и призёрами чемпионата Украины в своих категориях. Более 20 воспитанников школы выступают за профессиональные мини-футбольные клубы Украины и других стран. Двенадцать мини-футболистов защищают цвета национальной сборной: Александр Хурсов, Артем Ковалёв, Евгений Юнаков, Александр Кондратюк, Дмитрий Бондарь, Сергей Якунин, Денис Овсянников, Дмитрий Федорченко, Евгений Ланко, Евгений Серый, Дмитрий Шамли и Александр Педяш.
В число тренеров ДЮСШ входят Юрий Кобзарь, Александр Беспорочный, Александр Серый, Роман Павлов, Павел Пикалов, Юрий Воложенко, Сергей Устенко, Андрей Зимонин, Александр Кузьменко.
1 апреля 2010 года объявлено о ликвидации школы. Последние группы 1992 и 1993 г.р. отданы харьковскому «Локомотиву», группа 1994 г.р. — харьковскому «Монолиту». Команда 1996 года выступает в харьковском турнире Кубок ФК «Универ» под названием «Четыре комнаты», а юноши 1997 года переходят в структуру «Монолита».